# Католицизм в Уганде

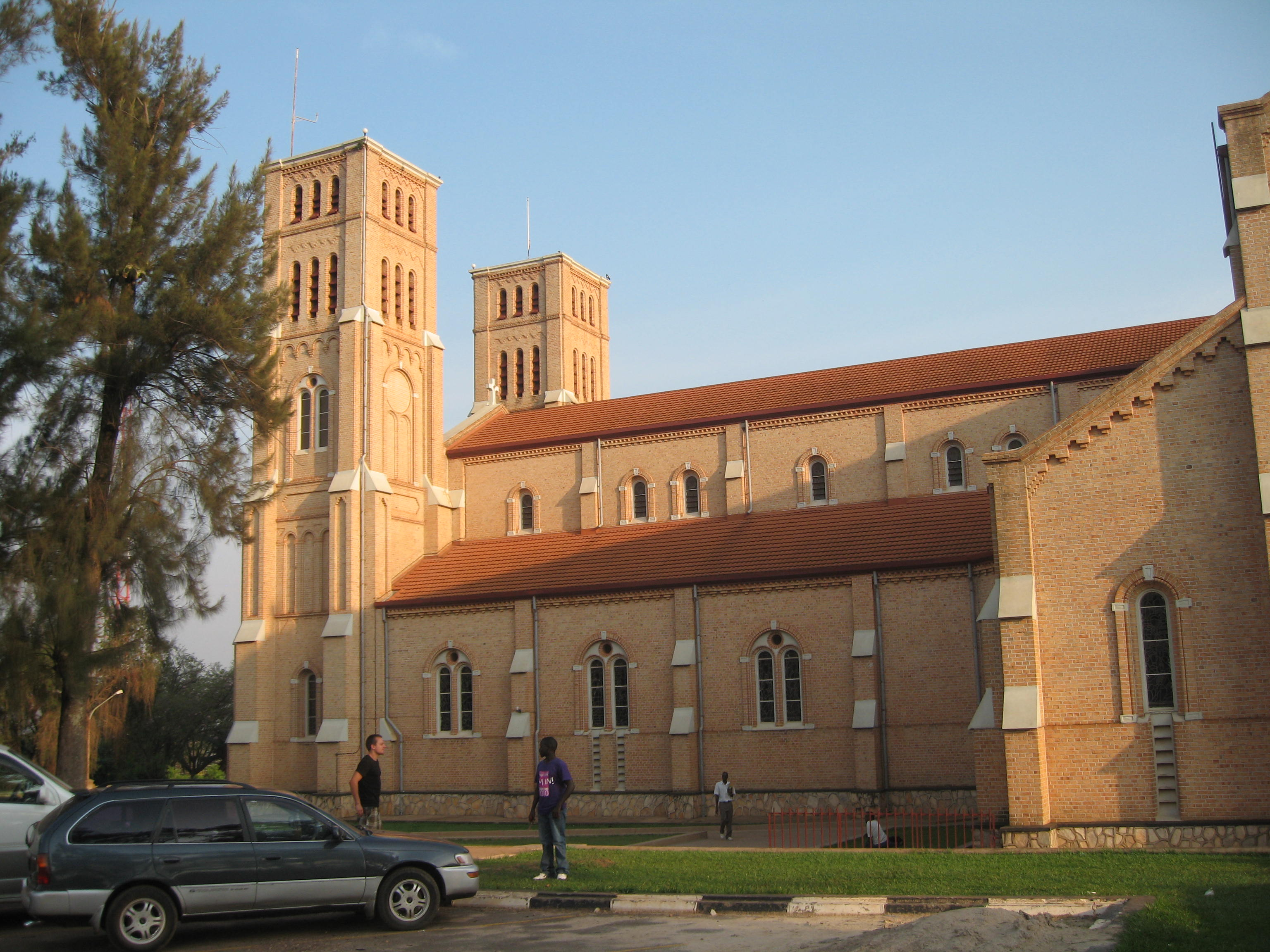
Кафедральный собор Кампалы

Католицизм в Уганде. Католическая церковь Уганды является частью всемирной Католической церкви. Численность католиков в Уганде составляет около 12,2 миллионов (42 % от общей численности населения) по данным Католической энциклопедии; 11,2 миллиона по данным сайта Catholic Hierarchy.

## История
Первое появление европейцев на территории современной Уганды относится к 60-м годам XIX века. В 1877 году начала работу английская миссия, двумя годами позже в королевство Буганда прибыли первые миссионеры-католики из конгрегации белых отцов. В 1880 году был учреждён апостольский викариат Виктория-Ньянза, чьим наследником является современная архиепархия Кампалы.

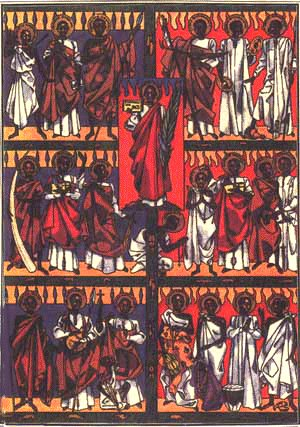
Икона угандийских мучеников

Вскоре христиане подверглись гонениям со стороны короля Буганды Мванги II, были казнены англиканский епископ Джеймс Ханнингтон и ещё 22 англиканина, а также 22 католика. Погибшие в Уганде христиане известны как угандийские мученики, 22 замученных католика были канонизированы папой Павлом VI в 1964 году.
В 1894 году Уганда стала протекторатом Великобритании. В том же году проведена реорганизация церковных структур, из апостольского викариата Виктория-Ньянза был выделен апостольский викариат Верхнего Нила (ныне архиепархия Тороро). В первой половине XX века католические структуры на территории современной Уганды быстро развивались, был основан ещё целый ряд епархий.
В 1962 году провозглашена независимость Уганды. Вслед за этим страна вступила в длительный период нестабильности, сопровождавшийся гражданскими войнами, военными переворотами и авторитарным правлением. В 1966 году установлены дипломатические отношения Уганды и Святого Престола, в Кампале открыта нунциатура. В 1976 году первым в истории угандийским кардиналом стал Эммануил Киванука Нсубуга, позднее кардинальское назначение получил также Эммануил Вамала.
Римские папы трижды посещали Уганду с визитом, в 1969 году это сделал папа Павел VI, в 1993 году папа Иоанн Павел II, а в 2015 году папа Франциск.

## Современное состояние
Католики Уганды формируют крупнейшую религиозную общину страны (42 % населения), опережая англикан (39 %) и мусульман (10 %). По общему числу католиков (более 11 миллионов), согласно католической статистике, страна занимает 19 место в мире и третье в Африке после Демократической Республики Конго и Нигерии. В стране служат 1584 священника, действуют 436 приходов. Организационно приходы объединены в 4 архиепархии-митрополии и 15 епархий.